# She (album)
Pour les articles homonymes, voir She (homonymie).
Albums de Viktor Lazlo
Viktor Lazlo
(1987)
She est le premier album studio de la chanteuse française Viktor Lazlo.
Réalisé par Lou Deprijck sous le pseudonyme J.P. Hawks, il comprend 10 ou 12 titres selon les pressages. L'édition canadienne de l'album distribuée en 1986 est la seule à contenir le titre Mata Hari, succès single local et disponible en Europe sur le mini-LP Canoë rose.
En France, les singles Canoë rose et Pleurer des rivières seront des succès du Top 50.

## Titres
1. She (G. Cadiere) 1:36
2. Sweet, Soft n' Lazy (G. Cadiere / V. Lazlo - Cl. Bofane / V. Lazlo) 5:20
3. Ain't Gonna Come (Pierre Van Dormael / V. Lazlo) 4:00
4. Stories (J. Walravens / V. Lazlo / Gille Wady) 4:40
5. Put the Blame on Mame (Alan Roberts) 2:47
6. I Don't Wanna Love Again (F. Philipo / Antioco) 4:17
7. Pleurer des rivières (Hamilton / B. Bergman) 3:42
8. Last Call for an Angel (P. Roger / B Bergman) 3:36
9. Backdoorman (Alain Chamfort / B. Bergman) 3:25
10. Loser (P. Roger / V. Lazlo) 3:30
11. Canoë rose (J. Walravens / B. Bergman) 4:40
12. Slow Motion (Vandenheuvel / Verheyen) 4:22

## Classements
| Pays      | Meilleure position |
| --------- | ------------------ |
| Belgique  | 8                  |
| Suisse    | 27                 |
| Allemagne | 34                 |
| Japon     | 37                 |

## Singles
- 1984 : Backdoor Man
- 1984 : Last Call for an Angel / Mata-Hari (version anglaise)
- 1985 : Canoë rose / Blueser (no 14 France)
- 1985 : Sweet, Soft N' Lazy / Ain't Gonna Come
- 1985 : Loser / I Don't Wanna Love Again
- 1985 : Slow Motion / Last Call for an Angel
- 1986 : Pleurer des rivières / Mata Hari (no 27 France)